# Marco Kerler

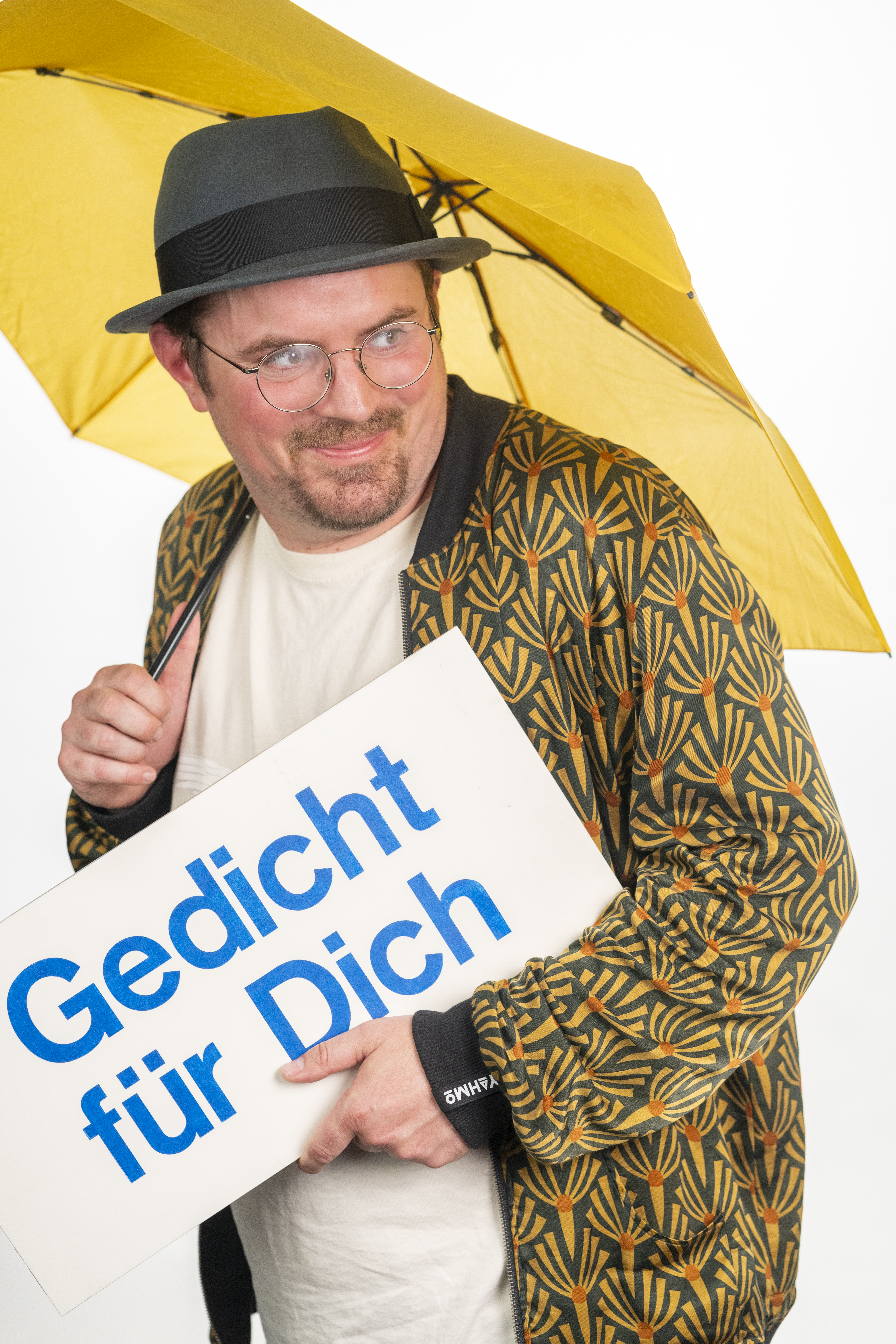
Marco Kerler

Marco Kerler (* 28. Januar 1985 in Ulm) ist ein deutscher Schriftsteller.

## Leben und Werk
Marco Kerler absolvierte eine Ausbildung zum Erzieher an der Katholischen Fachschule für Sozialpädagogik in Ulm. In diesem Beruf arbeitet er hauptberuflich.
Während der Ausbildung an der Fachschule in Ulm belegte Kerler die Literatur-AG unter der Leitung von Ilse Hehn. Mit ihrer Unterstützung wurden 2006 in der Literaturzeitschrift Matrix im Pop Verlag (Ludwigsburg) seine ersten Gedichte veröffentlicht. Seitdem sind Gedichte von ihm in Anthologien und Literaturzeitschriften erschienen.
Von 2006 bis 2019 war Kerler Mitglied des Vereins Ulmer Autoren 81 e.V. Von 2010 bis 2021 war er Mitglied des Veranstaltungs-Teams von Kunstwerk e.V. Ulm und war dort als Hauptverantwortlicher für Literatur tätig. 2007 debütierte er mit dem Gedichtband Damn Poetry, erneut mit Unterstützung Ilse Hehns. 2011 erhielt Kerler die Anerkennung der Stadt Ulm im Rahmen des Förderpreis für Junge Ulmer Kunst.
Im Juni 2012 organisierte Marco Kerler in Kooperation mit dem Verein Kunstwerk e.V. den Summer of Poems im Rahmen des Literatursommers Baden-Württemberg. Hierfür gründete er die Band MarcoBeatZ, die in unterschiedlicher Besetzung bis 2016 bestanden hat.
2014 erschien im Banater Kulturzentrum der Gedichtband Das Ulmer Quartett (mit Dietmar Herzog, Ilse Hehn, Adi Hübel) in deutscher und serbischer Sprache.
2015 entstand das Hörspiel Goldhähnchen, das er zusammen mit Clemens Grote und Andreas Usenbenz realisierte. Dieses Stück wurde für den 6. Jenaer Hörspielwettbewerb nominiert. Im selben Jahr erschien Marco Kerlers zweiter Lyrikband Schreibgekritzel.
2017 war er erster Stadtschreiber der Literaturwoche Ulm.
2021 gründete Kerler den Verlag make-up presse, der von Hand gesetzte Privatdrucke herausgibt.

## Werke
- Damn Poetry. Gedichte. Cosmopolitan Art Verlag, Temeswar 2007.
- Notgroschen. Chapbook mit Collagen und Gedichten. 2010.
- Schreibgekritzel. Gedichte. Manuela Kinzel Verlag, Göppingen 2015, ISBN 978-3-95544-033-6.
- VolksLyrik. Gedichte. edition dreiklein, Blaubeuren 2016, ISBN 978-3-9817281-4-9.
- Jedermann stirbt. Prosa. Edition Literatursalon Donau, Ulm 2018.
- Als hätte sie eine Kirche entweiht. 44 Gedichte – 44 Zeichnungen. Mit Zeichnungen von Michael Blümel. Rodneys Underground Press, Dortmund 2019.
- Ehinger Tor Utopien/Abfahrtszeiten. Gedichte. Rodneys Underground Press, Dortmund 2021.
- Marco Kerler & Dakini Böhmer: Unendlichkeit. Gedichte. Rodneys Undergroundpress, Dortmund 2022.
- Marco Kerler & Adela Knajzl: Gewesen – Künstlerausgabe. Gedichte und Grafiken. Corvinus Presse, Berlin 2022.
- Der große Bär stapft durch den Wald. Mit Illustrationen von Hannah Jordan. Verlag edition dreiklein, Blaubeuren 2022. ISBN 978-3947742-15-8
- Bernsteinliebe. Gedichte. Mit Linolschnitten von Steffen Büchner, Lyrik-Edition NEUN, Bd. 42, Verlag der 9 Reiche Berlin, 2025, ISBN 978-3-948999-42-1
- Briefmeere. edition dreiklein, Blaubeuren 2025. ISBN 978-3-947742-21-9

## Herausgabe
- Flugschrift – Gedichte gegen Rassismus. Literatursalon Donau, Festival Contre Le Racisme Ulm/Neu-Ulm. Druckwerkstatt Ulm, 2019.
- Marco Kerler & Christoph Kleinhubbert: Mixtape – Seite A. Moloko Print, Schönebeck 2021. ISBN 978-3-948750-12-1
- Marco Kerler & Christoph Kleinhubbert: Mixtape – Seite B. Moloko Print, Schönebeck 2021. ISBN 978-3-948750-19-0